# Agnotozoa
De Agnotozoa vormen naast de Eumetazoa en de Parazoa het derde onderrijk binnen de Dieren.
Agnotozoa hebben geen volledig gedifferentieerde weefsels maar wel afzonderlijke lagen van verschillende celtypen. Het gaat om kleine wormvormige dieren met twee levensstadia, het één parasiterend in darm- en nierbuizen van diverse kleine zeedieren en het ander vrijlevend.
Het onderrijk is te verdelen in drie stammen. Voor ieder ervan geldt dat het vrijlevende stadium een lichaam heeft dat is opgebouwd uit aparte cellen, met aan de buitenzijde een ongedifferentieerde laag cellen met trilharen en daarbinnen geslachtscellen. 
- Voor de Orthonectida geldt dat het vrijlevende stadium een metamere lichaamsbouw heeft en dat de parasiet als veelkernig syncytium voorkomt in gewervelden
- De Rhombozoa zijn tijdens het parasitaire stadium juist opgebouwd uit aparte cellen en komen voor in inktvissen.
- De Placozoa tot slot vormen waarschijnlijk de primitiefste groep.